# 雷德德維爾 (阿拉斯加州)
雷德德維爾（英語：Red Devil）是位於美國阿拉斯加州貝塞爾人口普查區的一個非建制地區和人口普查指定地區。根據2010年美國人口普查，該地共人口23人，而該地的面積約為68.30平方千米。

## 地理
雷德德維爾的座標為61°46′41″N 157°20′54″W / 61.77806°N 157.34833°W，而該地的平均海拔高度為154米（即509英尺）。